# Парламентские выборы в ФРГ (1969)
Выборы в Бундестаг 1969 года — 6-е демократические выборы в ФРГ (Западной Германии), состоявшиеся 28 сентября. На выборах впервые в послевоенной истории победили социал-демократы, а их лидер Вилли Брандт стал канцлером. Социал-демократы сформировали новое правительство вместе с СвДП. Национал-демократическая партия, представленная на тот момент в 7 из 10 ландтагов, за которую голосовал преимущественно протестный электорат, не смогла пройти в Бундестаг что привело к затяжному кризису в партии и утратой ей серьёзного политического влияния (некоторое возрождение партии произошло только в 2000-е годы).

## Предвыборная кампания
После отставки канцлера Людвига Эрхарда 1 декабря 1966 года, большая коалиция христианских демократов и социал-демократов управляла Западной Германией под руководством федерального канцлера Курта Георга Кизингера (от ХДС) с председателем СДПГ Вилли Брандтом в качестве вице-канцлера и министра иностранных дел.
Министр экономики Карл Шиллер (от СДПГ) предложил переоценить (увеличить внешнюю стоимость) немецкой марки — валюты Западной Германии, чтобы снизить уровень инфляции в стране и темпы роста доходов предприятий страны. Он также хотел уменьшить экономическую зависимость Западной Германии от экспорта. Однако, его коллега, министр финансов Франц-Йозеф Штраус (от ХСС) отверг ревальвацию немецкой марки, потому что его избиратели, баварские фермеры, также выступали против данной реформы. В конце концов, цены на продукты питания в Европейском экономическом сообществе оплачивались в долларах США., а ревальвация немецкой марки сделала бы их менее выгодными для западногерманских фермеров (т.е. более дорогими для других западноевропейцев).
Коалиция фактически распалась еще до очередных выборов в Бундестаг 1969 года из-за конфликта переоценки стоимости марки. Кроме того, достаточное количество западногерманских избирателей, наконец, согласилось дать лидеру социал-демократов, министру иностранных дел Вилли Брандту, шанс управлять Западной Германией. Брандт, который баллотировался в третий раз после 1961 и 1965 годов, проявил симпатию к тем группам, таким как левые интеллектуалы и активисты немецкого студенческого движения , которые чувствовали себя проигнорированными коалиционными правительствами, возглавляемыми христианскими демократами. Кроме того, его ясный ум, замечательное самообладание и прямая сущность (бытие) нравились простым западным немцам. 

## Результаты выборов
Результаты выборов в бундестаг Германии 28 сентября 1969 года
| Партия | Партия                                   | Голоса     | %      | Мест | +/−  |
| ------ | ---------------------------------------- | ---------- | ------ | ---- | ---- |
|        | Социал-демократическая партия Германии   | 14 065 716 | 42,7 % | 237  | ▲ 20 |
|        | Христианско-демократический союз         | 12 079 535 | 36,6 % | 201  | ▼ 1  |
|        | Христианско-социальный союз              | 3 115 652  | 9,5 %  | 49   | —    |
|        | Свободная демократическая партия         | 1 903 422  | 5,8 %  | 31   | ▼ 19 |
|        | Национал-демократическая партия Германии | 1 422 010  | 4,3 %  | 0    | —    |
|        | Другие                                   | 379 689    | 1,1 %  | 0    | —    |

## После выборов
Вилли Брандт, вопреки воле нескольких товарищей по партии, таких как Герберт Венер или Гельмут Шмидт , решает покинуть большую коалицию с ХДС/ХСС, сформировав вместо этого социал-либеральную коалицию со Свободной демократической партией (СвДП). 21 октября 1969 года он был избран канцлером Германии, первым канцлером СДПГ в послевоенный период, после того как последним социал-демократом, занимавшим эту должность, был Герман Мюллер с 1928 по 1930 год. Председатель СвДП Вальтер Шеель сменил Брандта на посту вице-канцлера и министра иностранных дел. Правительство Брандта продолжило ревальвацию, предложенную Шиллером, повысив стоимость марки на 9,3% в конце октября. 
Разочарованный Кизингер был горько огорчён предательством СвДП. Хоть он и снова добился большинства голосов за ХДС, ему пришлось привести свою партию в оппозицию. В 1971 году его сменил на посту председателя Райнер Барзель.
При этом, кабинет Брандта I мог рассчитывать только на абсолютное большинство (Kanzlermehrheit) в двенадцать голосов в Бундестаге. Несколько партийных перестоновок в знак протеста против восточной политики Брандта членов СвДП и СДПГ привели к досрочным выборам 1972 года.